# حلزون اوکاتانی
حلزون اوکاتانی (نام علمی: Zygoceras okutanii) نام یک گونه از رده شکم‌پایان است.